# Формула на Хорнер
Формула на Хорнер, още известна като Метод на Хорнер или Схема на Хорнер е алгоритъм за изчисляване на многочлени (полиноми), който се състои от трансформирането на полинома с цел разлагането му на множители. Този метод е кръстен на британския математик Уилям Джордж Хорнър, въпреки че е бил известен преди него на Паоло Руфини, както и шестстотин години по-рано, на китайския математик Чин Жиушао.
Методът на Хорнер се описва чрез приложенията му: изчисляване на многочлени и разлагането им с бином.

## Изчисляване на многочлен
Имайки полинома
{\displaystyle p(x)=\sum _{i=0}^{n}a_{i}x^{i}=a_{0}+a_{1}x+a_{2}x^{2}+a_{3}x^{3}+\cdots +a_{n}x^{n},}
където {\displaystyle a_{0},\ldots ,a_{n}} са реални числа, трябва да се изчисли полинома за специална стойност на {\displaystyle x}, нека тя да е {\displaystyle x_{0}}.
За целта се полага
{\displaystyle {\begin{aligned}b_{n}&:=a_{n}\\b_{n-1}&:=a_{n-1}+b_{n}x_{0}\\&{}\ \ \vdots \\b_{0}&:=a_{0}+b_{1}x_{0}.\end{aligned}}}
Тогава {\displaystyle b_{0}} е стойността на {\displaystyle p(x_{0})}.
Това се получава, като се запише полинома във вида
{\displaystyle p(x)=a_{0}+x(a_{1}+x(a_{2}+\cdots +x(a_{n-1}+a_{n}x))).\,}
След това, замествайки с {\displaystyle b_{i}} се получава
{\displaystyle {\begin{aligned}p(x_{0})&=a_{0}+x_{0}(a_{1}+x_{0}(a_{2}+\cdots +x_{0}(a_{n-1}+b_{n}x_{0})))\\&=a_{0}+x_{0}(a_{1}+x_{0}(a_{2}+\cdots +x_{0}(b_{n-1})))\\&{}\ \ \vdots \\&=a_{0}+x_{0}(b_{1})\\&=b_{0}.\end{aligned}}}

### Пример
Да се пресметне {\displaystyle f(x)=2x^{3}-6x^{2}+2x-1\,} за {\displaystyle x=3.\;}
Използва се методът на синтезирано деление, базиран на схемата на Хорнер, както следва:
```
  │ x³  x²  x¹  x⁰          │ x³  x²  x¹  x⁰
x₀│ a
0
  a
1
  a
2
  a
3
          3│ 2  −6   2  −1
  │ k
0
  k
1
  k
2
  k
3
           │     6   0   6  
  └───────────────          └───────────────
    b
0
  b
1
  b
2
  b
3
             2   0   2   5
```

На първия ред са означени степените на аргумента {\displaystyle x}. Числата от втория ред са стойността на {\displaystyle x}, означена с {\displaystyle x_{0}}, и коефициентите на полинома: {\displaystyle a_{0}=2,a_{1}=-6,a_{2}=2,a_{3}=-1}. Третият и четвърият ред се попълват паралелно, започвайки отляво с празна позиция ({\displaystyle k_{0}=0}) на третия ред. Числата от четвърия ред са сумите съответните числа във втория и третия ред {\displaystyle b_{i}=a_{i}+k_{i}}. Всяко следващо число от третия ред е произведение от числото вляво от него от четвърия ред по стойността на {\displaystyle x} (в случая 3): {\displaystyle k_{i}=x_{0}.b_{i-1}} за {\displaystyle i>0}. Така последователно се получава:
{\displaystyle b_{0}=a_{0}+k_{0}=2+0=2}, {\displaystyle k_{1}=x_{0}.b_{0}=3.2=6};

{\displaystyle b_{1}=a_{1}+k_{1}=-6+6=0}, {\displaystyle k_{2}=x_{0}.b_{1}=3.0=0};

{\displaystyle b_{2}=a_{2}+k_{2}=2+0=2}, {\displaystyle k_{3}=x_{0}.b_{2}=3.2=6}.

{\displaystyle b_{3}=a_{3}+k_{3}=-6+1=5}.
Остатъкът на{\displaystyle f(x)} при деление на {\displaystyle x-3} е 5.
По теорема остатъкът е равен на {\displaystyle f(3)}. Следователно {\displaystyle f(3)=5}.

## Разлагане на многочлен с бином
Зададеният бином може да участва в разложението като множител или знаменател на остатък.
При делението на многочлена {\displaystyle a_{0}x^{n}+a_{1}x^{n-1}+\cdots +a_{n-1}x+a_{n}} на {\displaystyle x-c} се получава {\displaystyle b_{0}x^{n-1}+b_{1}x^{n-2}+\cdots +b_{n-2}x+b_{n-1}} с остатък {\displaystyle b_{n}}.
При тези коефициенти резултатите от полиномите отговарят на следните отношения:
{\displaystyle b_{0}=a_{0}}, {\displaystyle b_{k}=a_{k}+cb_{k-1}}.
По същия начин, може да се определи кратността на корените (използва се схема на Хорнер за нов полином). Може също да се използва схемата за намиране на коефициентите чрез разлагането на полинома с {\displaystyle (x-c)}:
{\displaystyle P(x)=A_{0}+A_{1}(x-c)+A_{2}(x-c)^{2}+\cdots +A_{n}(x-c)^{n}}

### Примери
1. Да се разложи многочленът {\displaystyle x^{3}-6x^{2}+11x-6\,} на {\displaystyle x-2\,}:
```
x₀│ x³  x²  x¹  x⁰
2 │ 1  -6  11  -6
  │ 2  -8   6
  └────────────────
    1  -4   3   0
```

Получава се квадратният тричлен {\displaystyle x^{2}-4x+3\,}. Многочленът се разлага на множители във вида {\displaystyle x^{3}-6x^{2}+11x-6=(x-2)(x^{2}-4x+3)}.
2. Нека {\displaystyle f_{1}(x)=4x^{4}-6x^{3}+3x-5\,} и {\displaystyle f_{2}(x)=2x-1\,}. Разлага се {\displaystyle f_{1}(x)\,} на {\displaystyle f_{2}\,(x)} чрез метода на Хорнер.
```
2 │ 4  -6   0   3 │ -5
──┼───────────────┼───────
1 │     2  -2  -1 │  1
  └───────────────┼───────
    2  -2  -1   1 │ -4
```

Третият ред е сумата от другите два реда, разделена на 2. Всяко число от втория ред е произведението на 1 с числото от ляво на третия ред. Отговорът е:
{\displaystyle {\frac {f_{1}(x)}{f_{2}(x)}}=2x^{3}-2x^{2}-x+1-{\frac {4}{2x-1}}.}